# Fibula di Dorestad
La fibula di Dorestad è un antico manufatto rinvenuto nel 1969 nei pressi della città olandese di Wijk bij Duurstede (l'antica Dorestad) e risalente alla prima metà del IX secolo.  È conservata nel Rijksmuseum van Oudheden di Leida.

## Storia
La fibula fu probabilmente realizzata in un atelier della Borgogna o della Svizzera all'epoca di Carlo Magno.
Si ritiene che sia stata sotterrata intorno all'850 d.C.

## Descrizione
Nella fibula sono incastonate varie pietre, tra cui delle perle e una pietra rossa centrale.
Vi è raffigurato un albero colorato stilizzato e anche le pietre di vario colore incastonate nella fibula fanno pensare a degli alberi da frutto. Vi sono poi raffigurate alcune croci, che sono state interpretate come simboli cristiani, mentre la pietra rossa centrale è stata interpretata come un simbolo di Cristo.
Nella lavorazione delle decorazioni della parte anteriore della fibula si evincono varie tecniche, tra cui il cloisonné.